# Coati
Coati, de asemenea cunoscut sub numele de coatimundis, este membru al familiei procionide din genurile Nasua și Nasuella . Sunt mamifere diurne native din America de Sud, America Centrală, Mexic și sud-vestul Statelor Unite. Numele coatimundi se trage din limbile Tupiene din Brazilia.  

## Caracteristici fizice
Coati adulți măsoară între 33 și 69 cm (între 13 și 27 inch) de la cap până la baza cozii. Coatis cântărește între 2 și 8 kilograme (4,4 și 17,6 lb) și are dimensiunea unei pisici mari de casă. Masculii pot deveni aproape de două ori mai mari decât femelele și au dinți canini mari și ascuțiți. Măsurătorile de mai sus sunt pentru coati cu nasul alb și coati din America de Sud. Coati de munte sunt mai mici.
Toți coati au un cap zvelt, cu nasul alungit, flexibil, ușor îndreptat în sus, urechi mici și o coadă lungă, utilizată pentru echilibru și semnalizare. 

## Habitat și întindere
În general, coati sunt larg răspândiți, trăind în habitate variate: de la zone calde și aride, la păduri tropicale amazoniene sau chiar zone reci, montane, inclusiv pajiști și zone stufoase. Se întâlnesc în sud - vestul SUA ( Arizona, New Mexico și Texas ) dar și prin nordul Uruguayului. Se crede că aproximativ zece coati au format o populație prin reproducere în Cumbria, Marea Britanie.

## Durata de viață
În sălbăticie, coati trăiesc aproximativ șapte ani, în timp ce în captivitate pot trăi până la 15 sau 16 ani.

## Obiceiuri de hrănire
Coati sunt omnivori; dieta lor constă în principal din plante, nevertebrate, cum ar fi tarantule și fructe. De asemenea, mănâncă și vertebrate mici, cum ar fi șopârle, rozătoare, păsări mici, ouă de păsări și ouă de crocodil.